# Интервалы между простыми числами
Интервалы между простыми числами — это разности между двумя последовательными простыми числами. n-й интервал, обозначаемый {\displaystyle g_{n}}, — это разность между (n + 1)-м и n-м простыми числами, то есть
Невозможно разобрать выражение (SVG (MathML можно включить с помощью плагина для браузера): Недопустимый ответ («Math extension cannot connect to Restbase.») от сервера «http://localhost:6011/ru.wikipedia.org/v1/»:): {\displaystyle g_n = p_{n + 1} - p_n.}

Мы имеем: {\displaystyle g_{1}=1,g_{2}=g_{3}=2,g_{4}=4}. Последовательность {\displaystyle g_{n}} интервалов между простыми хорошо изучена. Иногда рассматривают функцию {\displaystyle g(p_{n})} вместо {\displaystyle g_{n}}
Первые 30 интервалов между простыми числами следующие:
1, 2, 2, 4, 2, 4, 2, 4, 6, 2, 6, 4, 2, 4, 6, 6, 2, 6, 4, 2, 6, 4, 6, 8, 4, 2, 4, 2, 4, 14 последовательность A001223 в OEIS.

## Простые замечания
Для любого простого числа P, символом P# мы будем обозначать праймориал P, то есть произведение всех простых чисел, не превосходящих P. Если Q — это простое число, следующее за P, то последовательность
{\displaystyle P\#+2,P\#+3,\dots ,P\#+(Q-1)}
является последовательностью из {\displaystyle Q-2} последовательных составных чисел, поэтому существуют интервалы между простыми длины не меньше, чем {\displaystyle Q-1}. Следовательно, существуют сколь угодно большие интервалы между простыми числами, и для любого простого P существует n такое, что {\displaystyle g_{n}\geqslant P} (Очевидно, что для этого мы можем выбрать n таким, что {\displaystyle p_{n}} будет наибольшим простым числом, не превосходящим {\displaystyle P\#+2}.). Другой способ увидеть, что существуют сколь угодно большие интервалы между простыми числами, использует тот факт, что множество простых чисел имеет нулевую плотность, согласно теореме о распределении простых чисел.
На самом деле, интервал между простыми величины P может встретиться между простыми, гораздо меньшими, чем P#. Например, самая первая последовательность из 71 последовательных составных чисел находится между 31398 и 31468, в то время как 71# является 27-значным числом.
Уже среднее значение интервалов между простыми растёт как натуральный логарифм n.
С другой стороны, гипотеза о простых близнецах утверждает, что {\displaystyle g_{n}=2} для бесконечно многих n.
Интервалы между простыми могут быть оценены сверху и снизу с помощью функции Якобсталя (последовательность A048670 в OEIS).

## Численные результаты
На 16 апреля 2022 года наибольший известный интервал между 208095-значными числами, определёнными как вероятно простые, имеет длину 7186572 и M = 14.9985. Он был найден Michiel Jansen с помощью программы, созданной J. K. Andersen.
На 8 марта 2013 года наибольший известный интервал между 18662-значными доказанными простыми числами имеет длину 1113106 и M = 25.90. Он был найден P. Cami, M. Jansen и J. K. Andersen.
Отношение M=gn/ln(pn) показывает, во сколько раз данный интервал gn отличается от среднего интервала между простыми вблизи простого числа pn.
На 2017 год наибольшее известное значение M=41,93878373 обнаружено для интервала длиной 8350, следующего за 87-значным простым числом 293703234068022590158723766104419463425709075574811762098588798217895728858676728143227. Этот рекорд найден в процессе распределённых вычислений Gapcoin.
Отношение S=gn/ln2pn (oтношение Крамера — Шенкса — Грэнвилля) изучают в связи с гипотезой Крамера, утверждающей, что {\displaystyle g_{n}=O(\ln ^{2}p_{n})}. Если не рассматривать аномально высокие значения S, наблюдающиеся для {\displaystyle p_{n}=2,3,7,} то наибольшее известное значение S=0,9206386 обнаружено для интервала длиной 1132, следующего за 16-значным простым числом 1693182318746371.
Этот рекорд нашёл в 1999 году Bertil Nyman (последовательность A111943 в OEIS содержит это и все предшествующие простые числа {\displaystyle p_{n}\geq 23}, соответствующие рекордным значениям S).
Будем говорить, что {\displaystyle g_{n}} является максимальным интервалом, если для всех {\displaystyle k<n} будет {\displaystyle g_{k}<g_{n}}. Между первыми {\displaystyle n} простыми числами наблюдается приблизительно {\displaystyle 2\ln n} максимальных интервалов; см. также последовательность A005250 в OEIS.
| #  | gn  | pn        |
| -- | --- | --------- |
| 1  | 1   | 2         |
| 2  | 2   | 3         |
| 3  | 4   | 7         |
| 4  | 6   | 23        |
| 5  | 8   | 89        |
| 6  | 14  | 113       |
| 7  | 18  | 523       |
| 8  | 20  | 887       |
| 9  | 22  | 1129      |
| 10 | 34  | 1327      |
| 11 | 36  | 9551      |
| 12 | 44  | 15683     |
| 13 | 52  | 19609     |
| 14 | 72  | 31397     |
| 15 | 86  | 155921    |
| 16 | 96  | 360653    |
| 17 | 112 | 370261    |
| 18 | 114 | 492113    |
| 19 | 118 | 1349533   |
| 20 | 132 | 1357201   |
| 21 | 148 | 2010733   |
| 22 | 154 | 4652353   |
| 23 | 180 | 17051707  |
| 24 | 210 | 20831323  |
| 25 | 220 | 47326693  |
| 26 | 222 | 122164747 |
| 27 | 234 | 189695659 |
| 28 | 248 | 191912783 |
| 29 | 250 | 387096133 |
| 30 | 282 | 436273009 |

| #  | gn  | pn              |
| -- | --- | --------------- |
| 31 | 288 | 1294268491      |
| 32 | 292 | 1453168141      |
| 33 | 320 | 2300942549      |
| 34 | 336 | 3842610773      |
| 35 | 354 | 4302407359      |
| 36 | 382 | 10726904659     |
| 37 | 384 | 20678048297     |
| 38 | 394 | 22367084959     |
| 39 | 456 | 25056082087     |
| 40 | 464 | 42652618343     |
| 41 | 468 | 127976334671    |
| 42 | 474 | 182226896239    |
| 43 | 486 | 241160624143    |
| 44 | 490 | 297501075799    |
| 45 | 500 | 303371455241    |
| 46 | 514 | 304599508537    |
| 47 | 516 | 416608695821    |
| 48 | 532 | 461690510011    |
| 49 | 534 | 614487453523    |
| 50 | 540 | 738832927927    |
| 51 | 582 | 1346294310749   |
| 52 | 588 | 1408695493609   |
| 53 | 602 | 1968188556461   |
| 54 | 652 | 2614941710599   |
| 55 | 674 | 7177162611713   |
| 56 | 716 | 13829048559701  |
| 57 | 766 | 19581334192423  |
| 58 | 778 | 42842283925351  |
| 59 | 804 | 90874329411493  |
| 60 | 806 | 171231342420521 |

| #  | gn   | pn                   |
| -- | ---- | -------------------- |
| 61 | 906  | 218209405436543      |
| 62 | 916  | 1189459969825483     |
| 63 | 924  | 1686994940955803     |
| 64 | 1132 | 1693182318746371     |
| 65 | 1184 | 43841547845541059    |
| 66 | 1198 | 55350776431903243    |
| 67 | 1220 | 80873624627234849    |
| 68 | 1224 | 203986478517455989   |
| 69 | 1248 | 218034721194214273   |
| 70 | 1272 | 305405826521087869   |
| 71 | 1328 | 352521223451364323   |
| 72 | 1356 | 401429925999153707   |
| 73 | 1370 | 418032645936712127   |
| 74 | 1442 | 804212830686677669   |
| 75 | 1476 | 1425172824437699411  |
| 76 | 1488 | 5733241593241196731  |
| 77 | 1510 | 6787988999657777797  |
| 78 | 1526 | 15570628755536096243 |
| 79 | 1530 | 17678654157568189057 |
| 80 | 1550 | 18361375334787046697 |
| 81 | 1552 | 18470057946260698231 |
| 82 |      |                      |
| 83 |      |                      |
| 84 |      |                      |
| 85 |      |                      |
| 86 |      |                      |
| 87 |      |                      |
| 88 |      |                      |
| 89 |      |                      |
| 90 |      |                      |

19 июня 2021 года Craig Loizides сообщил о нахождении 81-го кандидата (gn=1552 pn=18470057946260698231) и 15 июля 2021 года — о нахождении 82-го кандидата (gn=1572 pn=18571673432051830099), отметив, что эти результаты были получены с помощью его собственного кода для графического процессора, и не являются 100% достоверными.
25 августа 2023 года стартовал проект по проверке этих двух результатов с помощью программы Gapfinder для ОС Windows, работающей на центральном процессоре. Завершение проекта ожидается в 2024-м году.
83-й (gn=1614 pn=70835512978308848889799) и 84-й кандидаты (gn=1638 pn=70835517346711648260809) также были найдены Craig Loizides в 2021 году. Они состоят уже из 23 десятичных цифр, и их проверка потребует неопределенно долгого времени.
Сложность поиска и подтверждения рекордов выше 80-го заключается в переходе через пороговое значение 264 (разрядная сетка ЭВМ), что требует создания/использования специализированного программного обеспечения, при этом выполнение математических операций над числами длиннее 64 бит существенно замедляется.

## Наибольшие интервалы первых десяти тысяч
Уже во второй тысяче имеется интервал, длиной 34 числа, в котором нет простых чисел — (1327—1361). Причём, этот интервал удерживает свой рекорд длины до десятой тысячи. Лишь в девятой тысяче имеется второй интервал такой же длины — (8467—8501), а в десятой — более длинный интервал (36 чисел) — (9551—9587), который и является самым длинным интервалом первых десяти тысяч. Имеется также интервал длиной 32 числа — (5591—5623).

## Дальнейшие результаты

### Верхние оценки
Постулат Бертрана утверждает, что для любого k всегда существует хотя бы одно простое число между k и 2k, поэтому, в частности, {\displaystyle p_{n+1}<2p_{n}}, откуда {\displaystyle g_{n}<p_{n}}.
Теорема о распределении простых чисел говорит, что «средняя длина» интервалов между простым p и следующим простым числом имеет порядок {\displaystyle \ln p}. Фактическая длина интервалов может быть больше или меньше этого значения. Однако, из теоремы о распределении простых чисел можно вывести, верхнюю оценку для длины интервалов простых чисел: для любого {\displaystyle \varepsilon >0} существует такое N, что для всех {\displaystyle n>N} будет {\displaystyle g_{n}<\varepsilon p_{n}}.
Хохайзель первым показал что существует такое постоянное {\displaystyle \theta <1}
{\displaystyle \pi (x+x^{\theta })-\pi (x)\sim {\frac {x^{\theta }}{\ln x}}} при {\displaystyle x\to +\infty }
отсюда следует, что
{\displaystyle g_{n}<p_{n}^{\theta },}
для достаточно большого n.
Отсюда следует, что интервалы между простыми становятся сколь угодно меньше по отношению к простым: частное {\displaystyle {\frac {g_{n}}{p_{n}}}} стремится к нулю при n стремящемся к бесконечности.
Hoheisel получил возможное значение 32999/33000 для {\displaystyle \theta }. Эта оценка была улучшена до 249/250 Хайльброном, и до {\displaystyle \theta ={\frac {3}{4}}+\varepsilon } для любого {\displaystyle \varepsilon >0} Чудаковым.
Основное улучшение было получено Ингемом, который показал, что если
{\displaystyle \zeta (1/2+it)=O(t^{c})}
для некоторой константы {\displaystyle c>0}, где O используется в смысле нотации O большое, то
{\displaystyle \pi (x+x^{\theta })-\pi (x)\sim {\frac {x^{\theta }}{\ln x}}}
для любого {\displaystyle \theta >{\frac {1+4c}{2+4c}}}. Здесь, как обычно, {\displaystyle \zeta } обозначает дзета функцию Римана, а {\displaystyle \pi (x)} — функция распределения простых чисел не превосходящих x. Известно, что допускается {\displaystyle c>{\frac {1}{6}}}, откуда в качестве {\displaystyle \theta } можно взять любое число, большее {\displaystyle {\frac {5}{8}}}. Из результата Ингама сразу следует, что всегда существует простое число между числами {\displaystyle n^{3}} и {\displaystyle (n+1)^{3}} для достаточно больших n. Заметим, что ещё не доказана гипотеза Линделёфа, которая утверждает, что в качестве c может быть выбрано любое положительное число, но из неё следует, что всегда существует простое число между {\displaystyle n^{2}} и {\displaystyle (n+1)^{2}} для достаточно больших n (см. также Гипотеза Лежандра). Если эта гипотеза верна, то возможно, что необходима ещё более строгая гипотеза Крамера. Одним из достигнутых приближений к гипотезе Лежандра является доказанный факт о том, что {\displaystyle g(p_{n})=O({p_{n}}^{\frac {21}{40}})}.
Мартин Хаксли показал, что можно выбрать {\displaystyle \theta ={\frac {7}{12}}}.
Последний результат принадлежит Бакеру, Харману и Пинцу, показавшим, что {\displaystyle \theta } может быть взято равным 0,525.
В 2005, Дэниел Голдстон, Янос Пинц и Джем Йылдырым доказали, что
{\displaystyle \liminf _{n\to +\infty }{\frac {g_{n}}{\ln p_{n}}}=0}
и позже улучшили это до
{\displaystyle \liminf _{n\to +\infty }{\frac {g_{n}}{{\sqrt {\ln p_{n}}}(\ln \ln p_{n})^{2}}}<\infty }
В 2013 Чжан Итан представил статью, где доказывается, что
{\displaystyle \liminf _{n\to +\infty }g_{n}<70\,000\,000.}
Этот результат многократно улучшался вплоть до
{\displaystyle \liminf _{n\to +\infty }g_{n}<247.}
В частности, отсюда следует, что множество всех пар простых чисел, разницы между которыми не превосходит 246, бесконечно.

### Нижние оценки
Роберт Ранкин доказал, что существует константа {\displaystyle c>0} такая, что неравенство
{\displaystyle g_{n}>{\frac {c\cdot \ln n\cdot \ln \ln n\cdot \ln \ln \ln \ln n}{(\ln \ln \ln n)^{2}}}}
сохраняется для бесконечно многих значений n. Наилучшее известное значение для c на текущий момент — это {\displaystyle c=2e^{\gamma }}, где {\displaystyle \gamma } — постоянная Эйлера-Маскерони. Пауль Эрдёш предложил приз в $5000 за доказательство или опровержение того, что константа c в неравенстве выше может быть сколь угодно большой.

## Гипотезы об интервалах между простыми числами

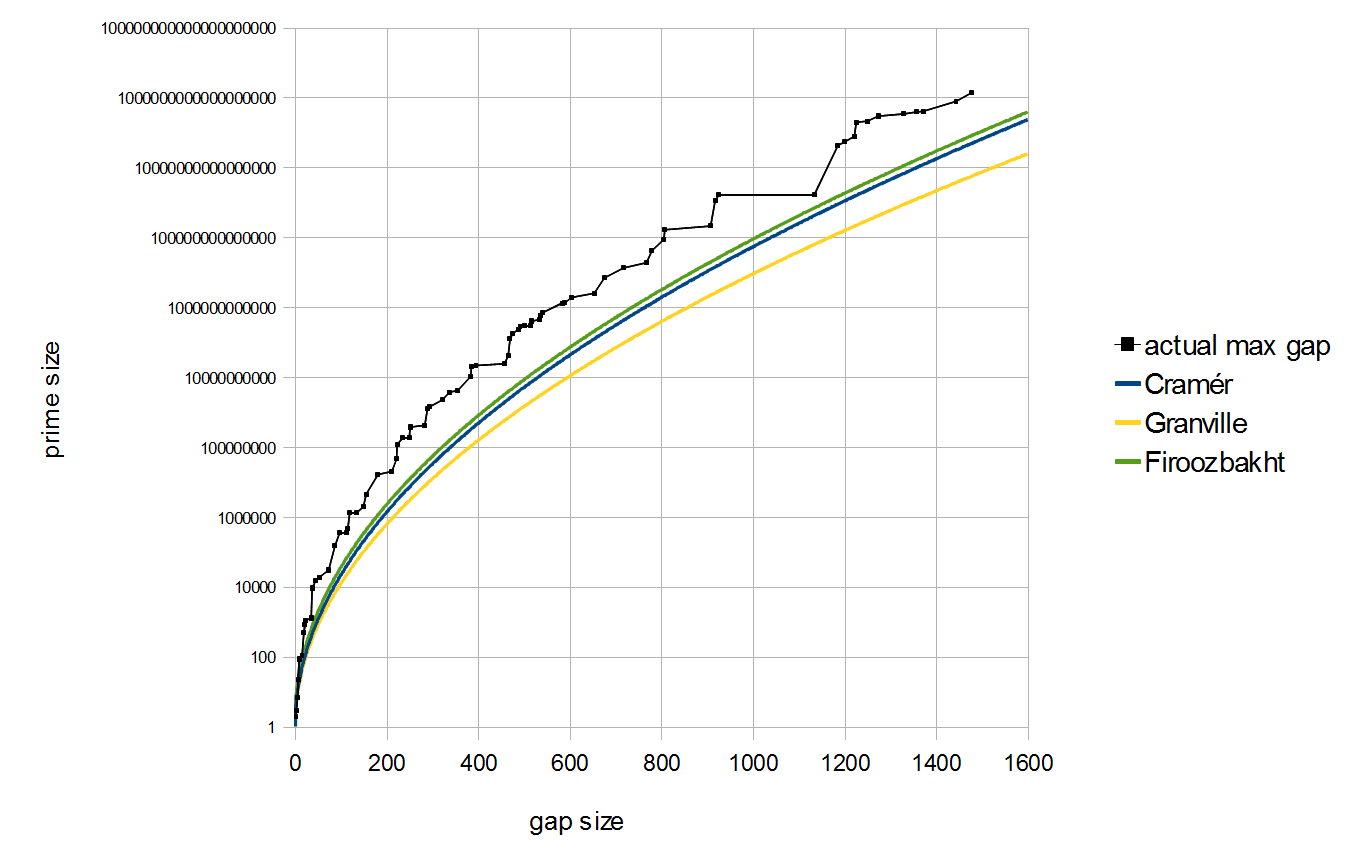
Primegap function

Здесь возможны ещё лучшие результаты, чем те, которые могут быть получены при предположении истинности гипотезы Римана. Харальд Крамер доказал, что если гипотеза Римана верна, то интервалы {\displaystyle g(p_{n})} удовлетворяют соотношению
{\displaystyle g(p_{n})=O({\sqrt {p_{n}}}\ln p_{n}),}
(здесь используется нотация O большое).
Позже он предположил, что интервалы растут гораздо меньше. Грубо говоря, он предположил, что
{\displaystyle g(p_{n})=O(\ln ^{2}p_{n}).}
В данный момент на это указывают численные расчёты. Для более детальной информации см. Гипотеза Крамера.
Гипотеза Андрицы утверждает, что
{\displaystyle g(p_{n})<2{\sqrt {p_{n}}}+1.}
Это слабое усиление гипотезы Лежандра, которая утверждает, что между любой парой квадратов натуральных чисел существует хотя бы одно простое число.

## Интервалы между простыми как арифметическая функция
Интервал {\displaystyle g_{n}} между n-м и (n + 1)-м простым числом является примером арифметической функции. В таком контексте обычно её обозначают {\displaystyle d_{n}} и называют разностью между простыми. Разность между простыми не является ни мультипликативной, ни аддитивной арифметической функцией.